# Haitské království
Haitské království (francouzsky Royaume d'Haïti, kreolsky Wayòm an Ayiti) byla v letech 1811–1820 absolutní a později konstituční monarchie v severní části ostrova Hispaniola, zatímco jižní část spadala pod Haitskou republiku. Haitským králem byl Jindřich I., dříve prezident Haitského státu. Hlavním městem království bylo Cap-Henri (dnešní Cap-Haïtien).

## Historie
V roce 1811 se prezident Haitského státu Henri Christophe nechal korunovat králem pod jménem Jindřich I. a zavedl absolutistickou monarchii, uděloval šlechtické tituly, v Milotu vybudoval výstavnou rezidenci Sans-Souci a pevnost Citadelle Laferrière, vydal zákoník Code Henri, velkoryse investoval do školství a kultury. V roce 1814 se jeho vojskům podařilo odrazit pokus Francouzů o opětovné ovládnutí ostrova. 

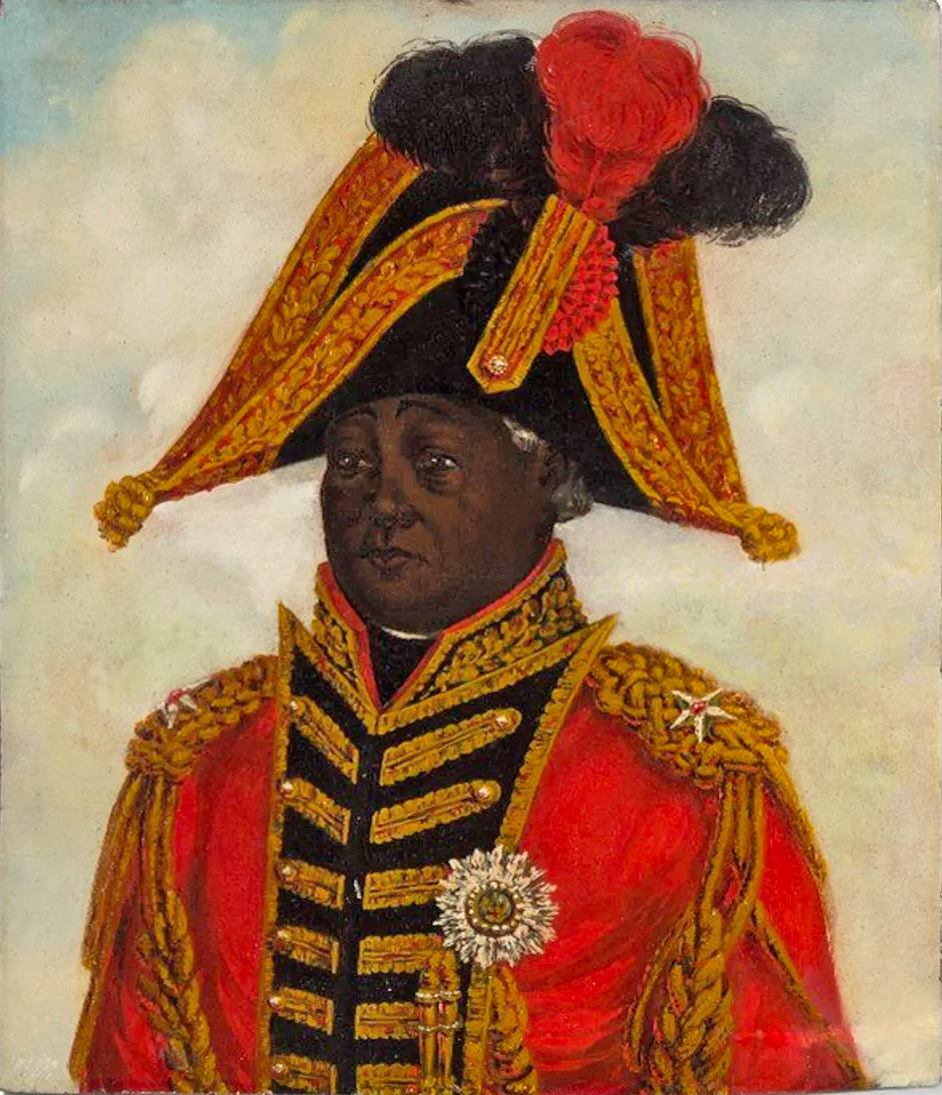
Jindřich I.

Henri Christophe se snažil pozvednout zemědělskou produkci zaváděním nucených prací, což vedlo ke značné nespokojenosti s jeho vládou. V srpnu 1820 byl král raněn mrtvicí, jeho oslabení využila armáda ke vzpouře a v bezvýchodné situaci se 8. října 1820 Henri Christophe zastřelil. Pár dní nato byl při nepokojích zabit i jeho šestnáctiletý syn Jacques-Victor Henry, jehož jmenoval svým nástupcem, a Jean-Pierre Boyer Haiti znovu sjednotil. 
Potomky Henri Christophea byli Pierre Nord Alexis, haitský prezident v letech 1902–1908, a Michèle Bennettová, manželka diktátora Jeana-Clauda Duvaliera. Alejo Carpentier popsal Christophovu vládu v románu Království z tohoto světa.

## Státní symbolika

znak:
1811–1814
1814–1820

vlajka:
1811–1814
1814–1820

## Související
- Dějiny Haiti
- Henri Christophe – král Haiti